# Shuangpu (socken i Kina, Sichuan)
Shuangpu (kinesiska: 双堡乡, 双堡) är en socken i Kina. Den ligger i provinsen Sichuan, i den sydvästra delen av landet, omkring 96 kilometer sydost om provinshuvudstaden Chengdu. Antalet invånare är 14 216. Befolkningen består av 7 083 kvinnor och 7 133 män. Barn under 15 år utgör 18,0 %, vuxna 15-64 år 66 %, och äldre över 65 år 14,0 %.
Genomsnittlig årsnederbörd är 1 330 millimeter. Den regnigaste månaden är juli, med i genomsnitt 290 mm nederbörd, och den torraste är december, med 13 mm nederbörd.